# パズル探偵スカウト 失われたデータの陰謀
『パズル探偵スカウト 失われたデータの陰謀』（パズルたんていスカウト うしなわれたデータのいんぼう、原題：Murder by Numbers）は、イギリスのインディーゲームスタジオMediatonicが開発しイレギュラー・コーポレーションより発売されたゲームソフト。

## 概要
テレビドラマで探偵を演じている女優ホナー・ミズラヒと記憶をなくしたロボット「スカウト」がコンビを組み、1996年のアメリカ・ロサンゼルスのショービジネス界で発生する殺人事件の数々を解決していく。ゲームシステムは一般的なアドベンチャーゲームの形式を基本としているが、合間にお絵かきロジックを解く要素が挿入され、そこで完成したイラストの物が証拠品となって各登場人物とのやり取りの際に提示できる。
Mediatonicの本作ディレクターEd Fearはカプコンのアドベンチャーゲーム『逆転裁判』シリーズが大好きで、少ない予算の中で『逆転裁判』のようなオリジナル作品を作るという考えが本作の原案となっている。また、開発が進む中で作中のBGMが必要になり、イレギュラー・コーポレーションの日本法人代表を務めるアンドリュー・サマンスキーに『逆転裁判』のような曲を作る日本のクリエイターを紹介してほしいとFearが依頼したところ、サマンスキーは過去にカプコンに在籍していた経歴を活かして伝手を辿り、『逆転裁判』1作目の作曲家である杉森雅和が担当することになった。
キャラクターデザインには、恋愛アドベンチャーゲーム『はーとふる彼氏』の作者である玻都もあを起用している。玻都もあとFearは以前にMediatonicが同作品のHDリメイク版を手掛けて以来親交があり、その後にFearが来日した際に本作の話を持ち掛け2018年夏頃から制作に加わった。

## システム
前述のように通常は一般的なアドベンチャーゲームのように進行していくが、特定の場面でスカウトは周辺をスキャンして調べることができ、照準を移動して目的の場所を発見するとお絵かきロジックのパズルパートに移行する。パズルをクリアすると得点が加算され、難易度低下やヒントの補助機能を使用していない場合はより多くの得点が入る。これが一定値を超えるごとに「探偵ランク」が上昇して本編と別のモード「スカウトの記憶」に新たな問題が追加されていき、最高ランクの「S」に到達すると、スカウトが記憶をなくす前のエピソードを閲覧できるようになる。
作品内には4つのシナリオがある。最初に選択できるのは「ケース1」のみで、クリアするごとに新たなシナリオが解禁されていく。「探偵ランク」はシナリオ別に設定されている。

## 登場人物
複数のシナリオに登場する人物は、原則として初出のシナリオの項目にのみ記述する。

### メインキャラクター
以下の4人は全てのシナリオに登場する。
ホナー・ミズラヒ (Honor Mizrahi)
テレビドラマ『殺人ミス・テリー』（Murder Miss Terri）で主人公ミス・テリーの相棒であるオーツ探偵（Detective Oates）役を演じる女優。29歳。離婚歴あり。
撮影スタジオでの事件発生を機に、ドラマの役さながらに推理を行うことになる。
スカウト (SCOUT)
CRTモニタのような造形をしたロボット。常に宙に浮いている。周辺環境のスキャニングやコンピュータへのハッキングなどの機能を備える。一方、過去の記憶や蓄積されていたデータベースの内容はほぼ全て消失している。
自身が廃棄されていたスクラップ置き場で目覚めた直後にホナーと出会い、初めは拒絶されるものの、後に協力して捜査を進める。
K.C. ルボー (K.C. LeBeau)
ヘアメイクアーティスト。イギリス出身。ドラァグクイーンを好む。ホナーとは4年来の仲で、ホナーが離婚問題で悩んでいた時期に支えとなった理解者。
信頼のおける相手を擁護する温情を見せる一方、反りが合わない相手に対しては容赦なく糾弾する。
ジェリー・クロス (Gerry Cross)
ロサンゼルス市警察の老刑事。同じく刑事だったホナーの亡き父親と面識がある。
素人ながら捜査に介入するホナーに対して厳しい目を向けるが、次第に父親の面影を感じ取るようになる。

### ケース1: ショウは終わった
ブレイク・パターソン (Blake Patterson)
『殺人ミス・テリー』のプロデューサー（ショーランナー）。ホナーの友人でもある。
ドラマの撮影終了後、ホナーをオフィスに呼び唐突に契約解除を言い渡すが、ホナーが退室してしばらく経った後に頭部を鈍器で殴られ殺害される。
ベッキー・コール (Becky Call)
『殺人ミス・テリー』で主役の探偵ミス・テリーを演じる女優。27歳。高飛車な態度で周囲と接する。
テレビ界の栄誉「スターシャイン・アワード」（Starshine Awards）での最優秀女優賞受賞に強い意欲を示し、自身の新たな契約について生前のブレイクと言い争っている。
ビル (Bill)
撮影スタジオに勤務する警備員。朗らかな性格。
事件後にクロス刑事から事件現場の警備を指示されるが、ホナーの捜査にも協力する。
タリー (Tully)
撮影スタジオに出入りし作業を行う自称「便利屋」。ホナーやベッキーに対して屈強な肉体を見せながら色目を使う。
勤め始めてから間もないとしているが、スタジオ用のIDカードは古い型のデザインが用いられている。
ジョン・レドファーン (John Redfern)
『殺人ミス・テリー』の熱心なファン。見学と称して撮影スタジオへ無断で入り込む。
スタジオで出会ったベッキーに対して自作の詩を聞かせようとするなど熱烈なアプローチをする。一方で、近作のドラマの出来に強い不満を抱いている。

### ケース2: 堕ちたスター
シャロン・ミズラヒ (Sharon Mizrahi)
ホナーの母親。娘が女優業や探偵の真似事をすることについて快く思っていない。
テレビのトーク番組『裏トーク』（Backtalk）に長年出演していた司会者ディック・スタンフォードの大ファンで、彼を目当てに「スターシャイン・アワード」の会場を訪れる。
ディック・スタンフォード (Dick Stanford)
『裏トーク』の元司会者。番組リニューアルに伴い降板している。表面上は紳士的に見えるが、その裏では横暴な態度を繰り返し業界人の多くから反感を買っている。
司会を務める「スターシャイン・アワード」の壇上で突然錯乱状態となって暴言を吐き、その後、控室に戻ってから謎の死を遂げる。
ライアン・ブラックストック (Ryan Blackstock)
ホナーの元夫。ブラックストック・ホールディングス（Blackstock Holdings）の運営に携わっている。自らを拒むホナーとの復縁を実現しようと様々な手段を講じる。
事件を捜査するホナーに対して協力姿勢を見せるが、一方で事件前にディックと言い争う姿が目撃されている。
キャサリーン・カートライト (Kathleen Cartwright)
『裏トーク』で約20年にわたりディックのパートナーを務めた女性。
番組の中では、ディックや制作側との確執を抱えながらも、それを表面に出さないよう繕い続けていた。
ボビー・プライス (Bobby Price)
『裏トーク』の現司会者。カジュアルな髪形や服装をした若者。
前任者のディックからメディアを通じて名指しで酷評され、番組視聴率急落の憂き目にあっている。

### ケース3: 靴が合うなら
フラン・タシア (Fran Tasia)
女装ショークラブ「マジェランズ」（Magellan's）のオーナー。名前は女装時のもので、男性の姿の時はエドウィン・ティンカー（Edwin Tinker）と名乗っている。ロサンゼルスを訪れた当初に路頭に迷っていたK.C.を助けた恩人。
前経営者が店を手放すことになった際に周囲から後押しされ、定期預金を解約して店を買い取った。一方、経理が苦手で資金繰りに苦慮している。
ロズ・モーシス (Roz Mosis)
「マジェランズ」内のステージでパフォーマンスを行っている女性。派手な色の服装やメイクを好む豪快な性格。
「マジェランズ」だけでなくライバル店でも掛け持ちで仕事をしているが、フランにはそのことを告げていない。
オリバー・ローレル (Oliver Laurel)
「マジェランズ」の常連客。近日開催予定のゲイパレードで用いるはずだった巨大なピンヒール型の山車が店に突っ込む事件が発生した際、そのそばで遺体として発見される。
亡くなる数日前には店内でのロズとの大喧嘩により出入り禁止となるが、それ以降の日も店の前に泥酔状態で居座っていた。
クリスピン・ヘイクウェル (Crispin Hakewell)
金融業者。挙動不審な態度で対話相手と接する。
「マジェランズ」を何度も訪れ、借金の返済が滞っているフランに対し恐喝まがいの取り立てを行う。

### ケース4: スカウトの名誉にかけて
エイリン・キーノ (Eirin Kino)
映画監督、脚本家。後述のレイの妹。前衛的で暴力的な作品を手掛けるが、それらの撮影中には怪事件が多発し裁判沙汰となっている。難解な言い回しや倫理観の欠けた言葉を多用する。
巨大ヨット「イソギンチャク号」（The Anemone）での洋上パーティーに著名人たちを招待する。
レイ・キーノ (Ray Kino)
弁護士、法律事務代理人。エイリンの兄。エイリンにまつわる数々の裁判で弁護に立ち、全て勝訴に導いている。
「イソギンチャク号」のメインデッキ以外に立ち入らないよう周囲に念を押し、ホナーたちに対しては法律の知識を盾に警戒する。
ロリ・ベッカー (Lori Becker)
レス・セキュリティ社（Lethe Security）の女性警備員。レイが同社に依頼したことを受け「イソギンチャク号」に派遣された。
警備任務の裏で、「ケース1」の事件の真相を明らかにするとして身分を伏せたまま船上でクロス刑事と密会するはずだったが、備え付けの救命ボートの上で銃殺体となって発見される。
クライド・マッスルマン (Clyde Musselmann)
「イソギンチャク号」の代理船長。本来の船長マル・クルーズが病欠だとして代わりに担当している。ベトナム戦争での従軍歴がある。
口数が少なく、ホナーたちの取り調べに対しても多くを語ろうとしない。
マル・クルーズ (Mal Cruz)
「イソギンチャク号」の船長。事件前日まで仕事に就いていたが、当日は人前に姿を現していない。
事件後に救命ボートに乗って逃亡したとの疑惑がもたれている。
イェナ (Jena)
スカウトを設計した女性。かつては開発研究所「SSI」（Smarter Systems Incorporated）に所属していたが閉鎖とともに職を失う。「ケース1」などの回想シーンや「ケース2」「ケース3」の一部、「スカウトの記憶」のイベントシーンにも登場する。
ホナーの自宅を訪れてスカウトが秘めている危険性について語りシャットダウンすべきと訴えるが、ホナーとの話し合いの末、危険個所を無効化するパッチの制作に着手する。
ジャック・ラーセン (Jack Larsen)
レス・セキュリティ社の社長。自身の会社が過去の事件と紐付けられることを嫌い、「ケース3」に登場の際には釈明のため警察署を訪れている。
スカウトに強い興味を抱いており、ホナーに連絡先が書かれた名刺を手渡す。後に「SSI」との関係が明らかになる。

## 主題歌
Honor's Theme
作曲・編曲：杉森雅和、Mix：加藤恒大、作詞：Ed Fear、歌：Bright Light Bright Light

## 備考
本作と同じくMediatonicが開発したゲームソフト『Fall Guys: Ultimate Knockout』では、コラボレーションとして本作のスカウトをモチーフにしたコスチュームの配信が2021年4月2日に行われた。